# Florencia de la V
Florencia Trinidad, née le 2 mars 1976, mieux connue sous son nom de scène Florencia de la V, est une actrice, personnalité de la télévision, comédienne et vedette argentine. En tant que protégée du producteur Gerardo Sofovich, qui l'a découverte dans une revue de 1998 à Buenos Aires, Florencia De La V s'est fait connaître dans les médias et a obtenu de petits rôles à la télévision. Son rôle dans Los Roldán lui a donné une notoriété internationale. Au fil des ans, elle est devenue une personnalité connue du show business argentin.
En 2014, la GLAAD a déclaré que grâce à ses prises de positions et à sa visibilité, Floriencia de la V a énormément contribué à faire avancer les mouvements pour l'égalité dans le monde et en particulier en Argentine. Elle est devenue la première personne transgenre en Argentine à faire changer légalement son nom et son sexe sur sa carte d'identité délivrée par le gouvernement sans pathologiser son identité de genre,, deux ans avant la création de la loi nationale sur l'identité de genre.
En 2021, Florencia de la V annonce qu'elle s'identifie comme travesti, en écrivant : « J'ai découvert une façon plus correcte d'entrer en contact avec ce que je ressens : ni femme, ni hétérosexuel, ni homosexuel, ni bisexuel. Je suis une dissidente du système des genres, ma construction politique dans cette société est celle d'un travesti pur sang. C'est ce que je suis et ce que je veux et choisis d'être. »

## Biographie

### Jeunesse
Florencia De La V est née dans la ville de Monte Grande, dans la province de Buenos Aires. La maison familiale était située à la Villa Los Lirios. Quand De La V avait deux ans, sa mère est décédée et elle a déménagé à Lomas de Zamora (Province de Buenos Aires) avec son père et son frère.
À 16 ans, De La V s'est déguisée en jeune femme pour assister à la fête d'anniversaire des 16 ans de sa meilleure amie. Dès lors, elle est devenue connue sous le nom de Karen, jusqu'à ce qu'elle soit rebaptisée par un ami sous le nom de « Florencia de la Vega » ; finalement, pour des raisons juridiques, son nom a été changé pour Florencia de la V.

### Éducation
Elle a terminé ses études primaires et secondaires dans la banlieue de Lomas de Zamora, située dans la partie sud-ouest du grand Buenos Aires. Passionnée de mode depuis qu'elle a confectionné sa première robe, elle a décidé de faire carrière dans le stylisme à l'UNNE, l'Université Nationale du Nord-Est, en Argentine. En tant que Karen, elle a commencé sa carrière en produisant des tenues et des vêtements de théâtre pour des productions burlesques et musicales.

### Carrière
Florencia de La V a commencé à se travestir à l'âge de 16 ans. Elle s'est inscrite dans une université de design de mode et a ensuite occupé des postes de designer et de promotrice.
Elle a également travaillé au club populaire de Buenos Aires Tabaris, en remplacement de Cris Miró, un travesti bien connu, dans l'émission. C'est en travaillant là-bas qu'elle est devenue une vedette, attirant l'attention du producteur de télévision et de théâtre Gerardo Sofovich. Elle a alors fait ses débuts d'actrice dans l'émission télévisée Polémica en el Bar (« Controverse au bar »).
Florencia De La V a ensuite joué de petits rôles dans de nombreuses telenovelas et émissions de variétés pour Telefe en Argentine. l'émission qui a fait d'elle une star de renommée internationale a sans doute été Los Roldán (2004), une sitcom qui est devenue un succès en Amérique du Sud et parmi les téléspectateurs numériques aux États-Unis. Dans Los Roldán, elle a joué le rôle de Raul Roldán, un travesti qui porte le nom de Laisa Roldán lorsqu'il est habillé en femme.
Florencia de La V a déclaré qu'elle se sentait un peu mal à l'aise au début à l'idée de se voir confier un travail comme travesti dans le feuilleton. Plus tard, cependant, elle a accepté le fait que son personnage partage certaines caractéristiques de la vie avec elle, ce qui l'a rendue plus à l'aise pour jouer Laisa Roldán.[réf. nécessaire] Elle a cependant dit que pour ses prochains rôles, elle préférerait jouer une femme. Après la fin de Los Roldán, Florencia De La V a travaillé à Mar Del Plata.
En 2012, elle devient l'animatrice de l'émission de comédie et de potins La Pelu, avec l'actrice et comédienne Gladys Florimonte. 

### Vie personnelle
En 1998, elle rencontre son compagnon, le dentiste Pablo Goycochea, qu'elle épouse en 2011 à Buenos Aires. Elle a deux enfants, des jumeaux, un garçon et une fille.

### Controverse sur le genre
En août 2014, le journaliste argentin Jorge Lanata a déclaré que Florencia De La V n'était pas une femme mais une personne travestie. L'acteur Dario Grandinetti a fait un commentaire public sur une station de radio de Buenos Aires soutenant De La V et Lanata a menacé Grandinetti d'un procès pour parjure.